# Parc national de Souss-Massa
Le parc national de Souss-Massa, créé en 1991, se situe au Maroc dans la région de Souss-Massa-Drâa, entre Agadir et Tiznit (à 60 km au sud d'Agadir et à 40 km au nord de Tiznit). L'entrée du parc de l'Oued Massa est au bout du village de Sidi-Bnazern. Située à l'embouchure de l'Oued Massa, cette réserve naturelle, d'une superficie de 33 800 hectares, abrite aussi bien les mammifères, comme les mangoustes, chacals, sangliers et gazelles, que des oiseaux, comme les goélands, faucons, cormorans et hérons.

## Réglementation
Le parc national de Souss Massa a été créé le 8 août 1991. La gestion du parc obéit à une liste nominative de textes législatifs qui sont :
- Le Dahir du 10 octobre 1917 sur la conservation et l’exploitation des forêts ;
- Le Dahir du 11 avril 1922 sur la pêche dans les eaux continentales ;
- Le Dahir du 21 juillet 1923 sur la police de la chasse ;
- L’arrêté du Ministre de l’agriculture et de la réforme agraire du 3 novembre 1962 portant réglementation permanente de la chasse ;
- Le Dahir du 11 septembre 1934 sur la création des Parcs Nationaux ;
- Le Dahir du 17 décembre 1976 portant publication de la conservation sur le commerce international des espèces végétales et animales sauvages menacées d’extinction (CITES) ;
- Le Décret no 2-91-518 du 8 août 1991 portant création du PNSM ;
- Le Décret no 2-93-277 du 28 janvier 1998 portant réglementation générale du PNSM et organisant son aménagement.

La gestion du parc national de Souss-Massa est assurée par le service du parc au sein de la direction régionale des eaux et forêts et à la lutte contre la désertification de la région du Sud-Ouest. Sa gestion fait l'objet d'un texte règlementaire particulier.

## Géographie et géologie
Le parc occupe une étroite bande de terre d'une superficie de 33.800 ha au bord de la côte atlantique entre Agadir au nord et Aglou dans la province de Tiznit au sud. Son territoire se répartit entre les préfectures d'Agadir Ida-Outanane et Inezgane-Aït Melloul et les provinces de Chtouka-Aït Baha et Tiznit.
Il fait partie de la zone la plus au sud de la vallée de Souss-Massa-Drâa, un grand bassin triangulaire qui s'étend entre le Haut Atlas, l'Anti-Atlas et l'océan Atlantique. La surface est vallonnée et les fleuves Oued Souss et Oued Massa forment, dans cette partie basse, des vallées peu profondes qui débouchent sur une côte relativement rectiligne.
Le terrain dans sa majeure partie est d'origine sédimentaire de la période du quaternaire, avec des dunes vives ou fixées composées de grès et d'alluvions, avec affleurements de croûtes calcaires à plusieurs endroits du parc.
À cause des différents barrages situés en amont, le débit, est, en général, réduit pour les deux fleuves ce qui engendre un apport de sable supérieur vers la mer à la capacité que peuvent charrier les deux fleuves pour dégager l'embouchure. C'est pour cette raison que se forment des bandes de sable, qui dans le cas de l'Oued Massa forment une lagune complètement isolée. En cas de fortes pluies, en plus de la crue normale, la nécessité de vider les barrages entraine une masse importante d'eau qui rompt la bande de sable, comme cela s'est produit en 1996 et en 2010.
La côte est essentiellement constituée de falaises. Ainsi, les plages se situent essentiellement au nord, à l'embouchure des deux fleuves. Dans ces zones, des cordons dunaires existent, pour certains fixés par des plantes.
Sept villages sont situés à l'intérieur du parc avec environ 2 500 habitants.

## Climat
Le climat de la région est fortement influencé par la proximité de l'océan. Le courant froid provenant des îles Canaries adoucit les contrastes de températures. Les vents dominants sont: les alizés soufflant depuis le nord-ouest, le Chergui (vent) (de l'arabe : šarqī شرقي qui signifie « l'oriental » qui constitue la Calima (vent) des îles Canaries) et le Sirocco qui peut souffler de façon épisodique.
Le vent continu et la latitude réduite induisent une évapotranspiration élevée puisqu'il s'agit d'une zone en déficit hydraulique.
À Agadir, les précipitations annuelles sont de 250 mm en moyenne, avec des pluies concentrées entre novembre et mars. L'ensoleillement atteint 340 jours par an mais les brumes sont fréquentes. L'amplitude thermique est à peine due à l'influence océanique, les températures moyennes sont de 14−16 °C en janvier et de 19−22 °C en juillet. Pendant les périodes de vents venant de l'est, les températures peuvent atteindre 40 °C avec un record de 51,7 °C. D'un point de vue bioclimatique, cette zone est constituée d'un climat inframéditerranéen semi-aride.
| Mois               | J    | F    | M    | A    | M    | J    | Jl   | A    | S    | O    | N    | D    | Total |
| T. min.(°C)        | 8,6  | 10,4 | 11,7 | 12,6 | 14,4 | 16,7 | 18,3 | 18,7 | 18,4 | 16   | 13,3 | 9,7  | 14    |
| T. max.(°C)        | 20,2 | 21,1 | 22,4 | 22,1 | 22,7 | 23,9 | 25,4 | 25,8 | 26,7 | 25,3 | 23,6 | 21,3 | 23,2  |
| Précipitations(mm) | 36   | 38   | 33   | 23   | 3    | 0    | 0    | 0    | 1    | 24   | 32   | 38   | 228   |

## Biodiversité

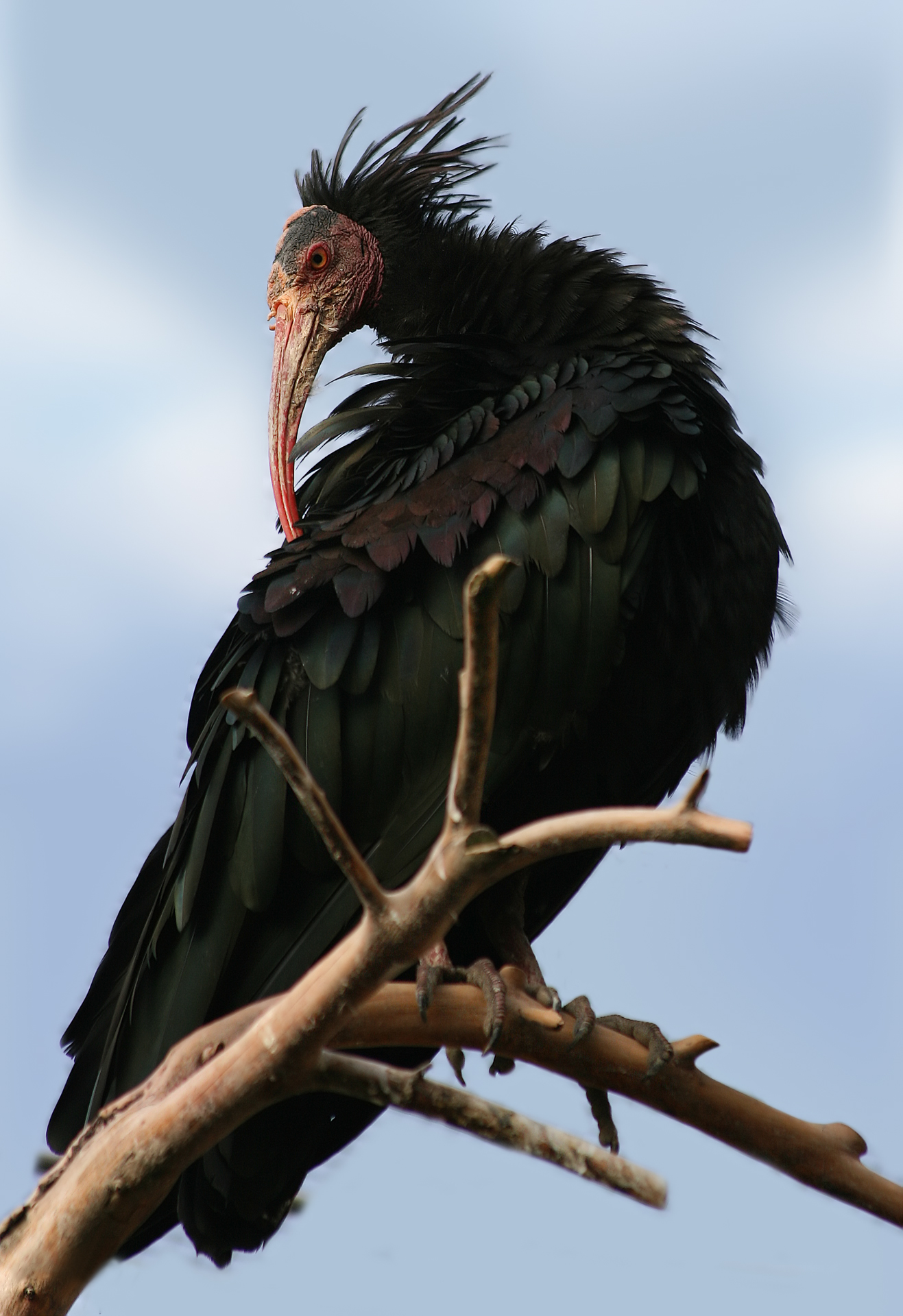
Ibis chauve

Le parc est fréquenté par 46 espèces de mammifères, 40 espèces de reptiles et d'amphibiens et 9 espèces de poissons, plus de 275 espèces d'oiseaux observées et de nombreuses espèces de lépidoptères. On y rencontre 300 espèces de plantes dont 13 endémiques du Sud-Ouest marocain.
La biodiversité de la région de Souss-Massa est particulièrement intéressante en raison de la présence d'espèces paléarctiques et afrotropicales mais aussi endémiques. De nombreux endémismes macaronésiens comptent également nombre de représentants dans cette région. Ainsi, le Laparocelus (famille des Curculionidae)  à lui seul représente une espèce en dehors de la Macaronésie[pas clair] et est précisément présent dans cette zone. 
Un autre exemple pour le genre Aeonium, avec le Traganum moquinii, Pulicaria burchardii et ainsi jusqu'à un total de 28 endémismes communs entre les îles Canaries et la côte plus proche[pas clair], incluant quelques groupes végétaux. Toute la région constitue ce que l'on appelle « l'enclave macaronésienne africaine ».

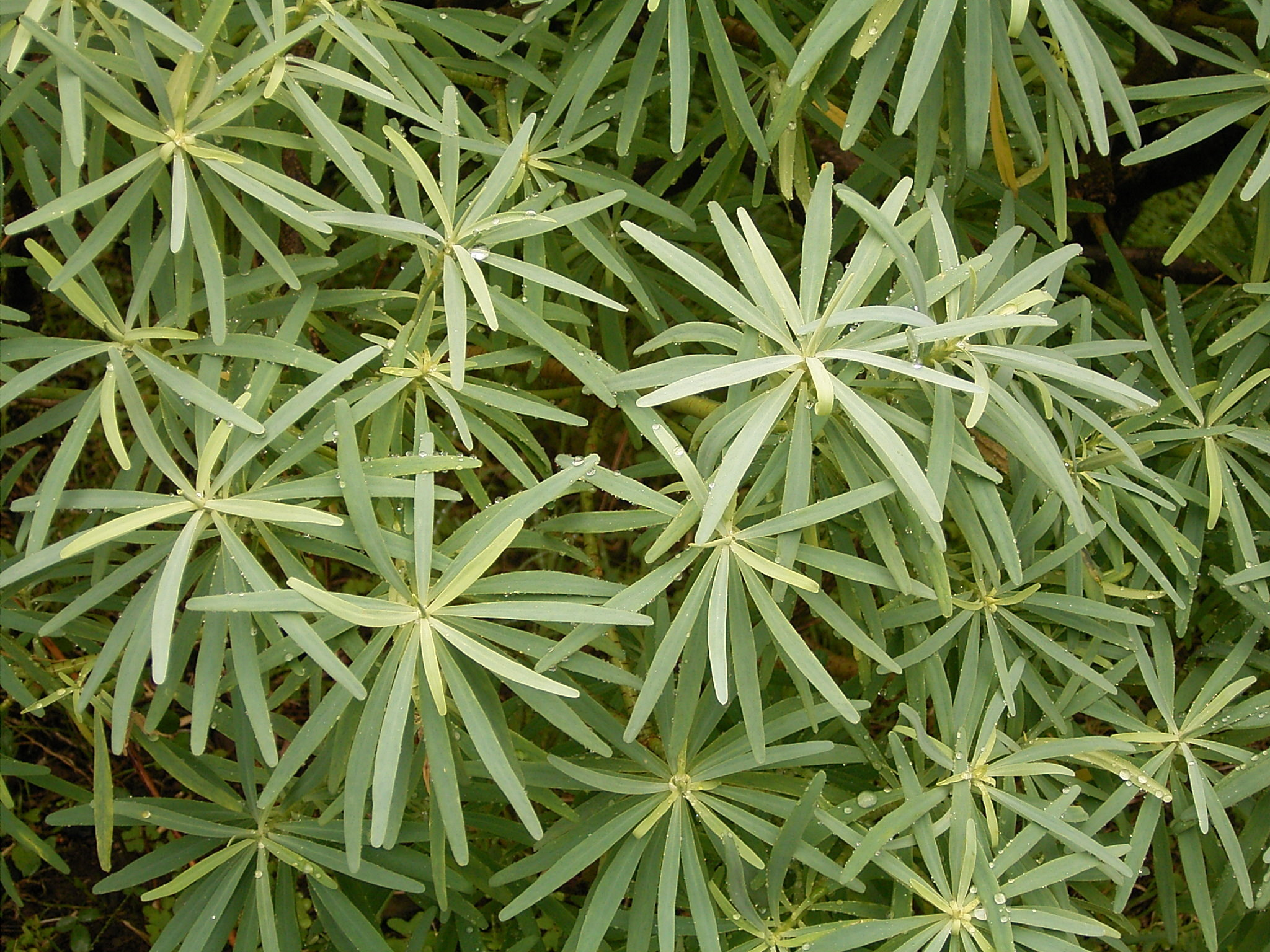
Euphorbia regis-jubae.
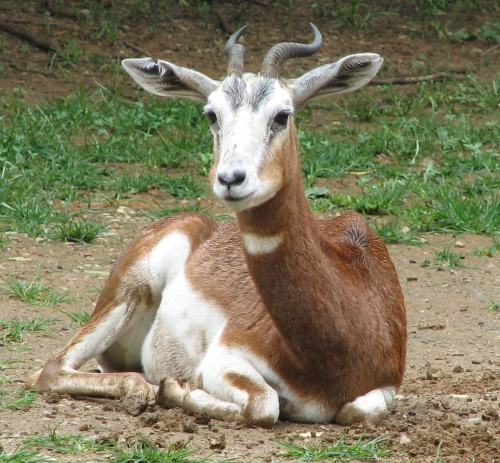
La gazelle de Mhorr.
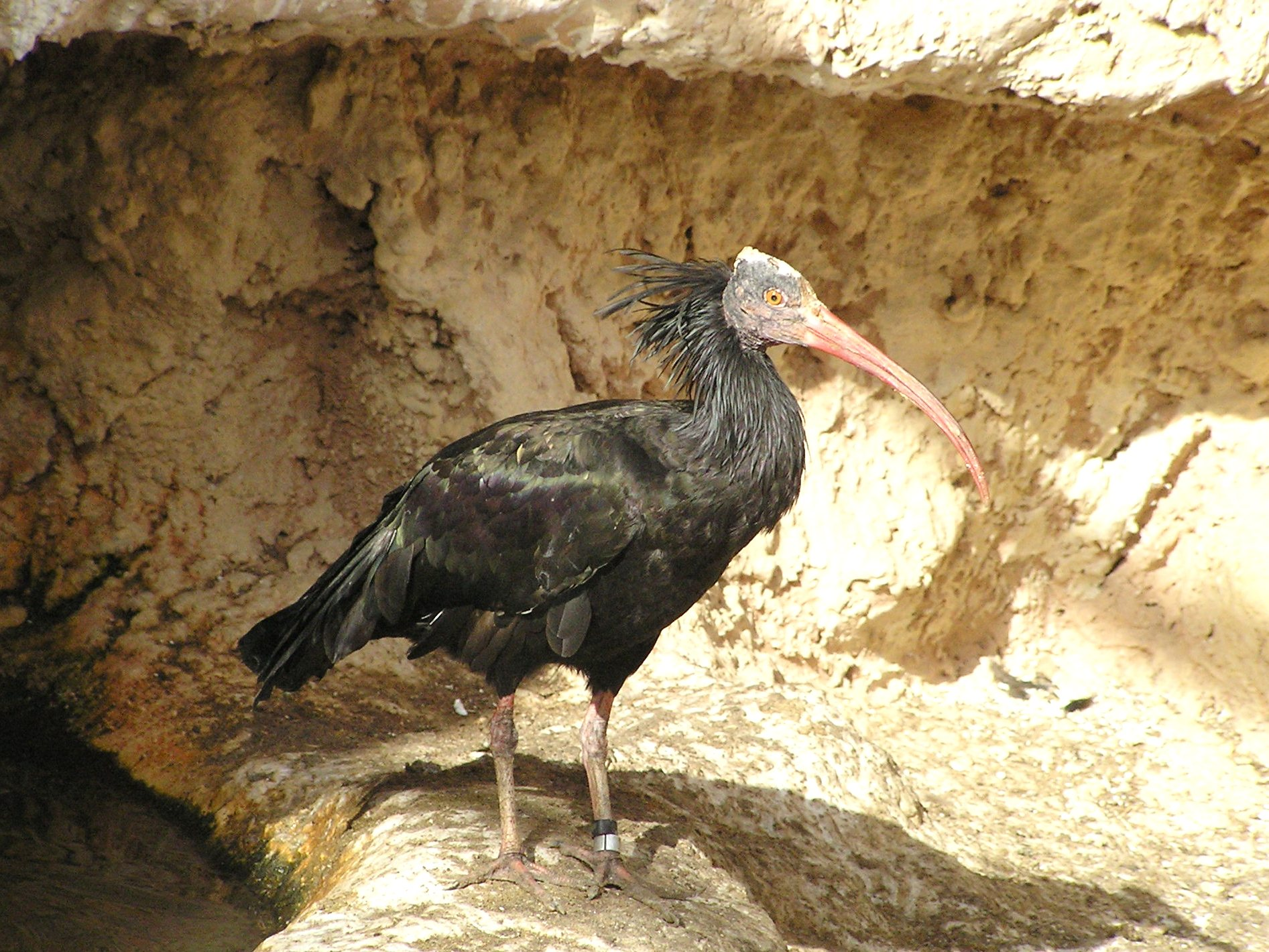
Ibis chauve.
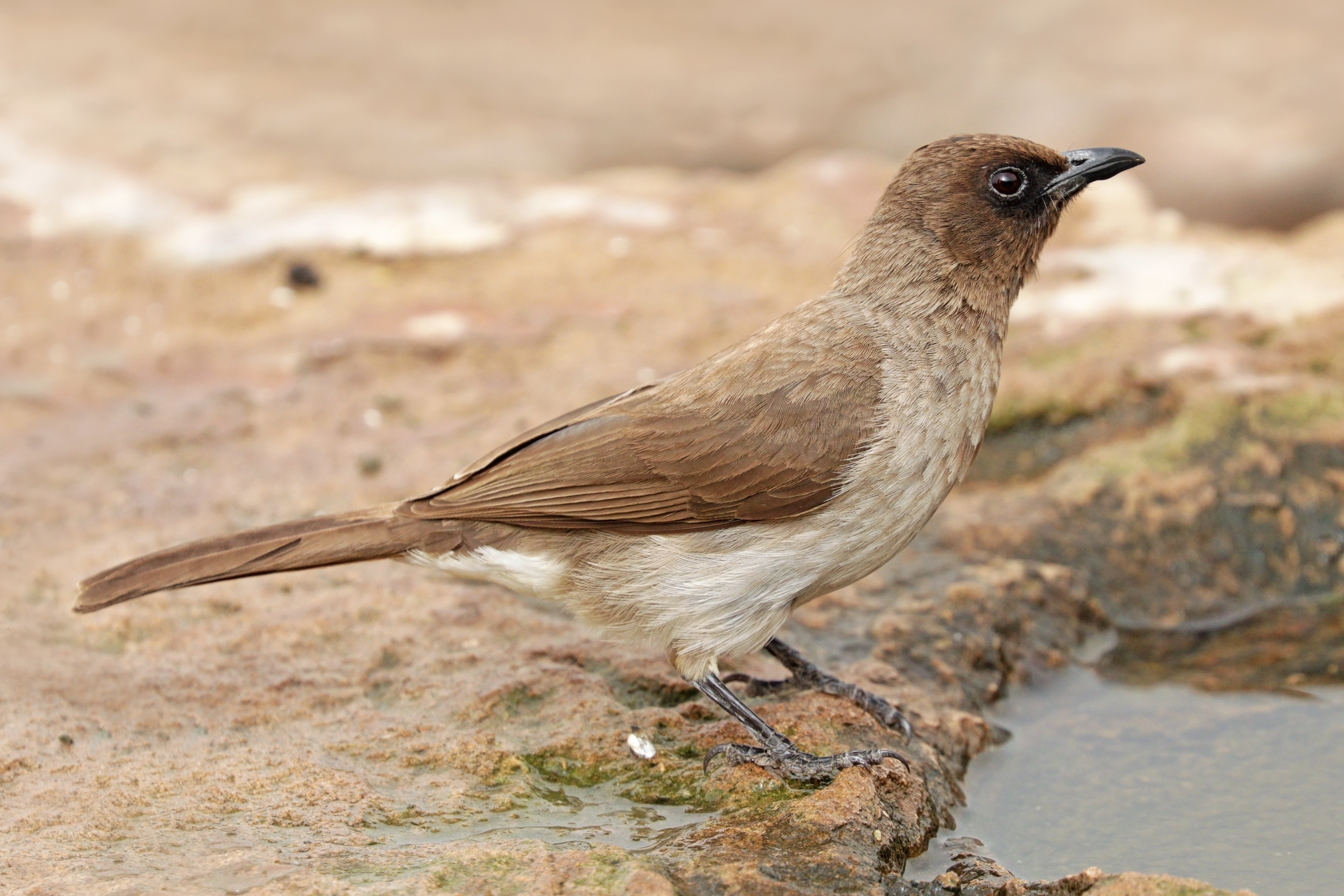
Bulbul des jardins.
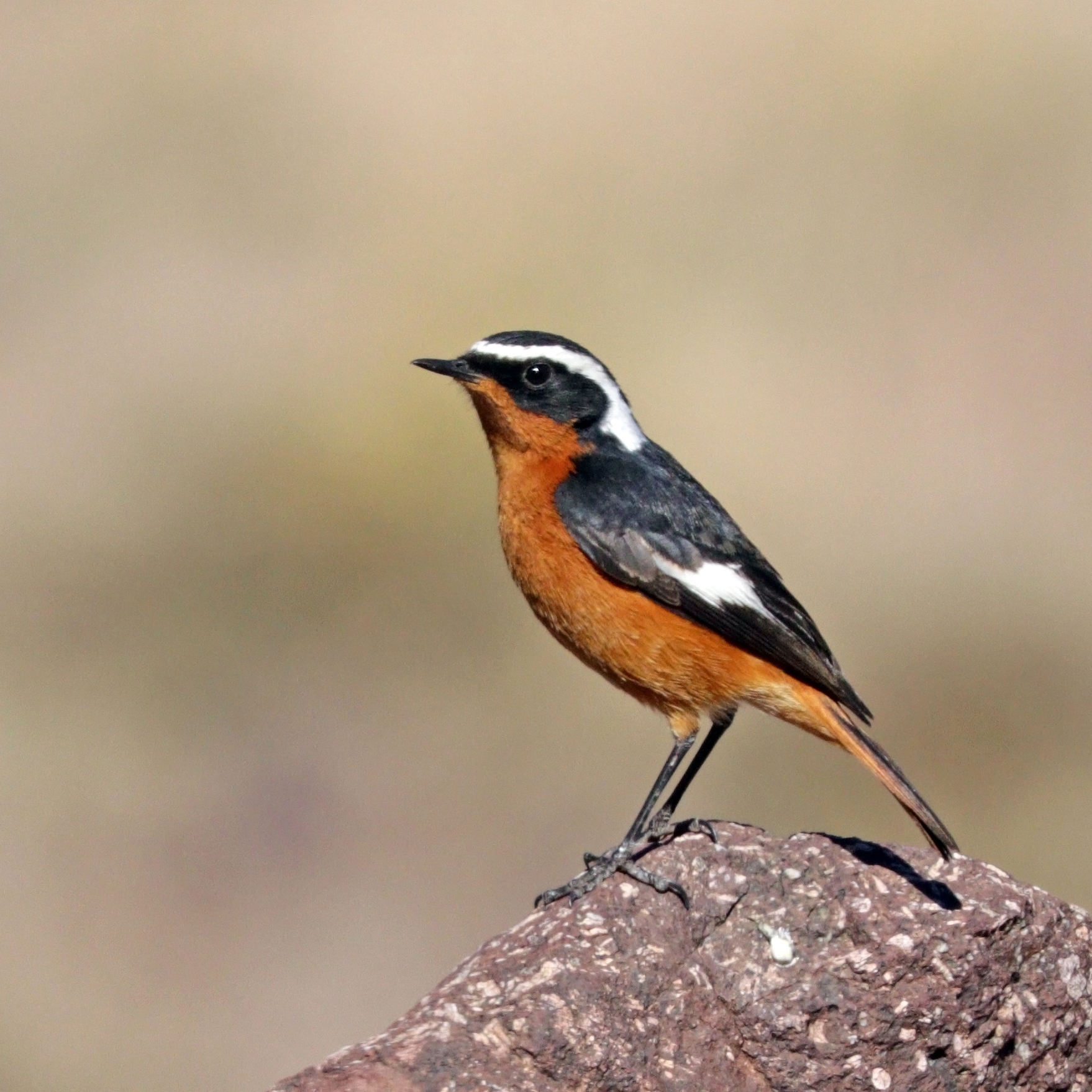
Phoenicurus moussieri male.
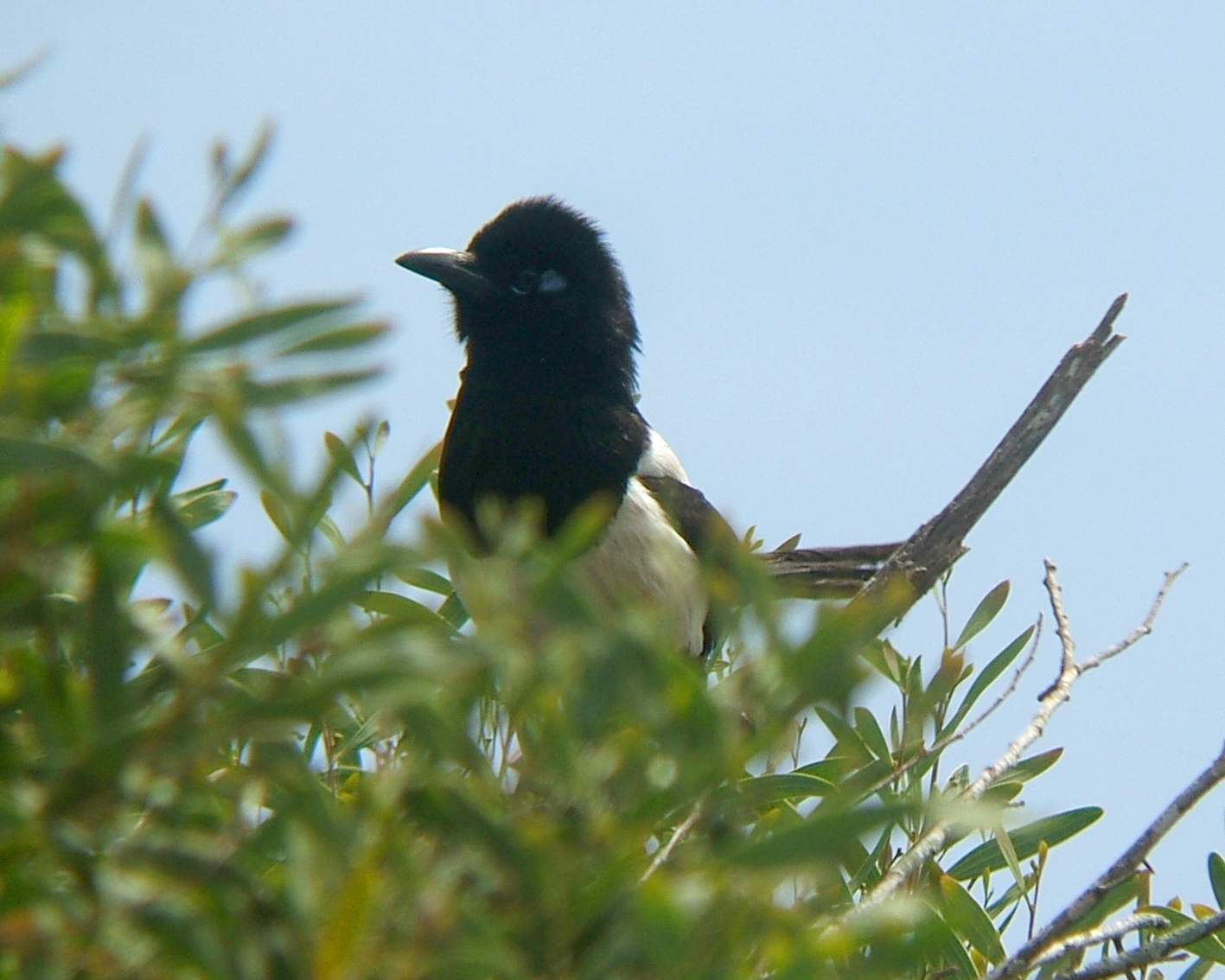
Pica pica mauretanica. La Pie bavarde (Pica pica) de Mauritanie.
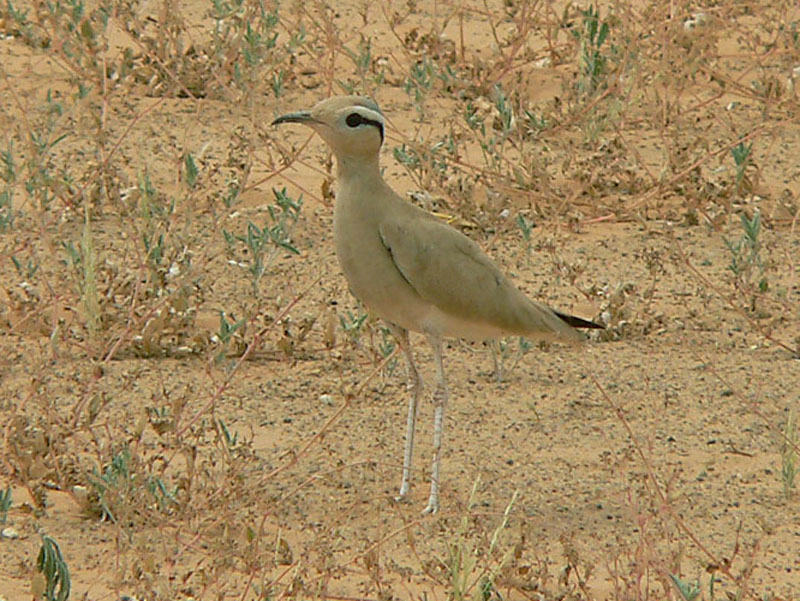
Cursorius cursor.
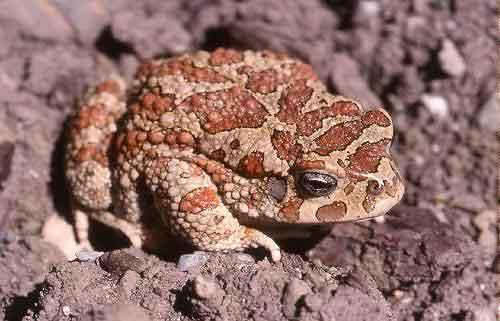
Bufo mauritanicus. Amietophrynus mauritanicus
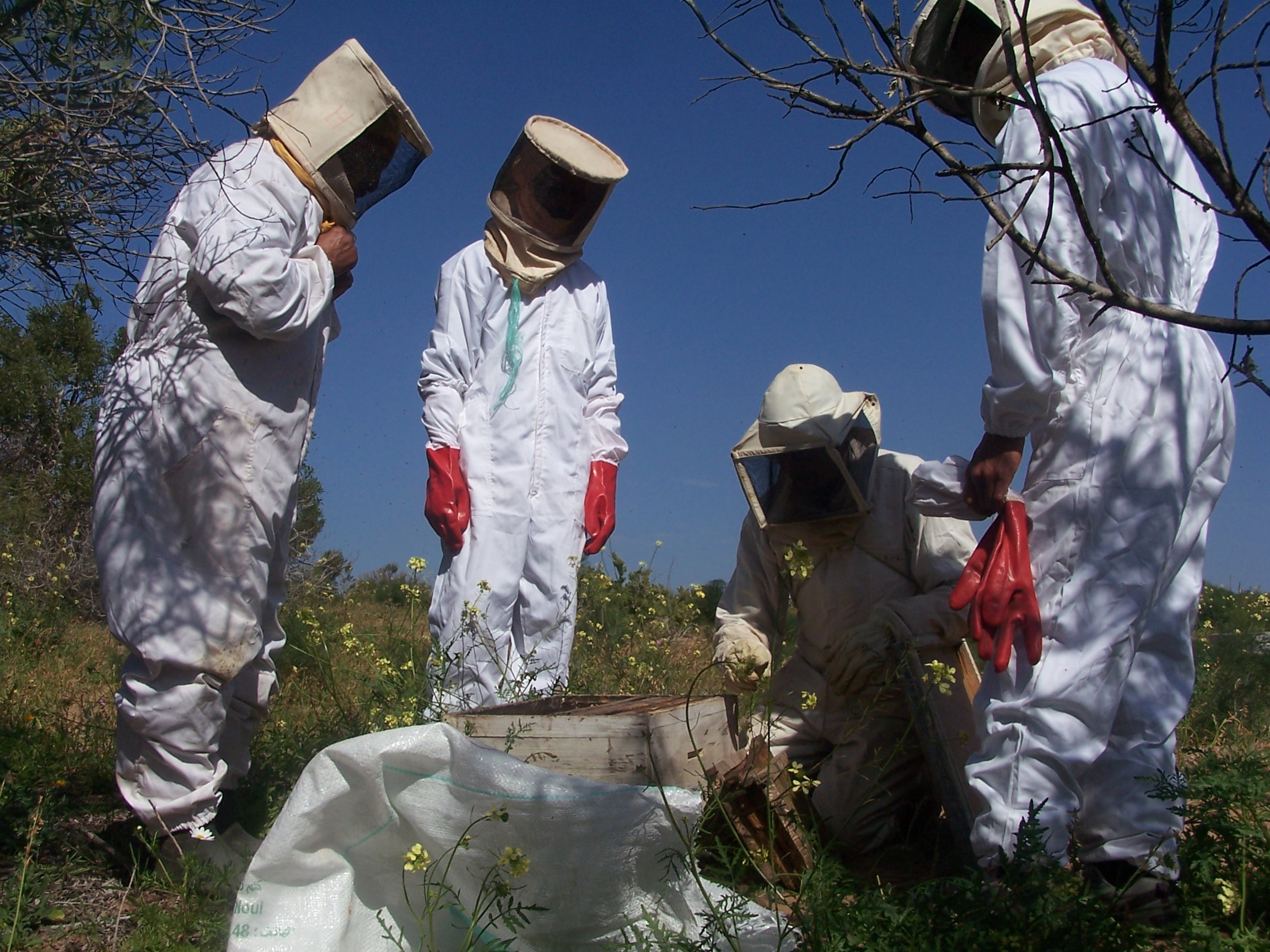
Apiculture au parc national de Souss-Massa.
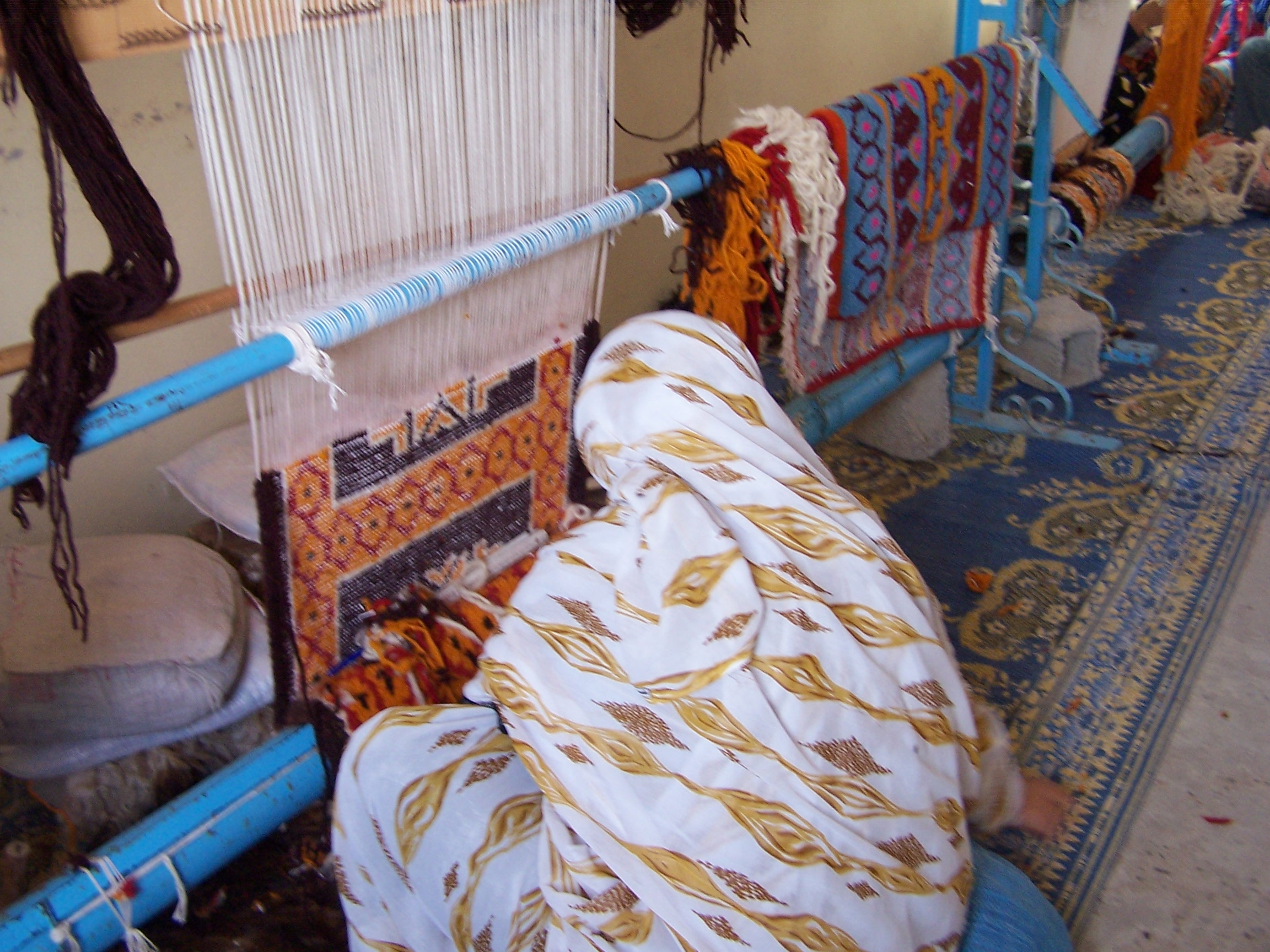
Des métiers traditionnels dans une association féminine dans le parc.

### Flore

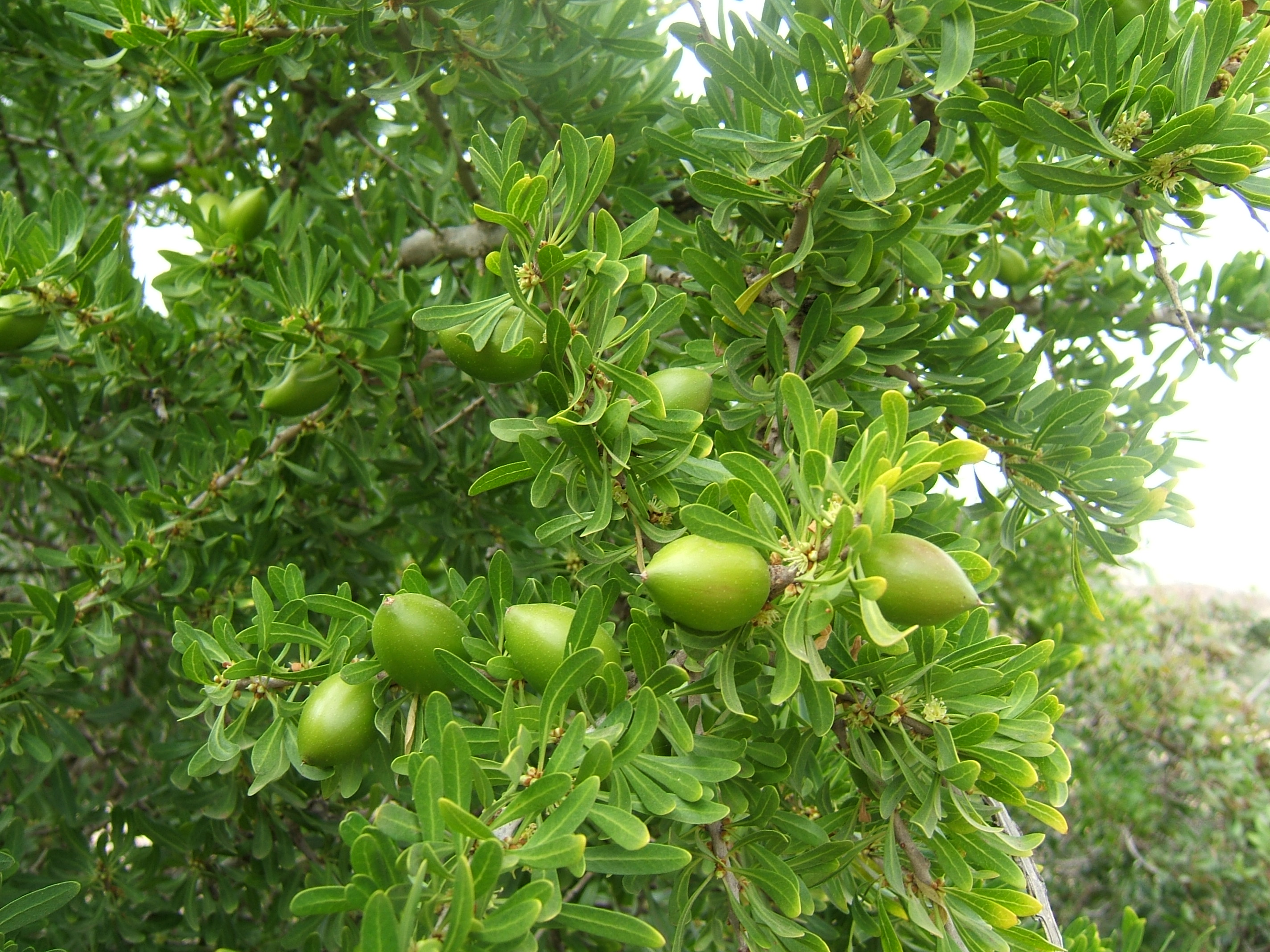
Arganier.

La flore est caractérisée par une steppe littorale constituée, entre autres, par Ononis natrix, et des Retamas parsemées.
Les parties moins sablonneuses du parc ont des espèces caractéristiques comme les euphorbes et l'arganier.
La zone où est située le parc national appartient à deux écorégions définies par WWF: « Forêt sèche méditerranéenne d'acacias et d'arganiers et fourrés succulents » (PA1212)  et « Steppe et forêt du nord saharien » (PA1321) .

### Faune

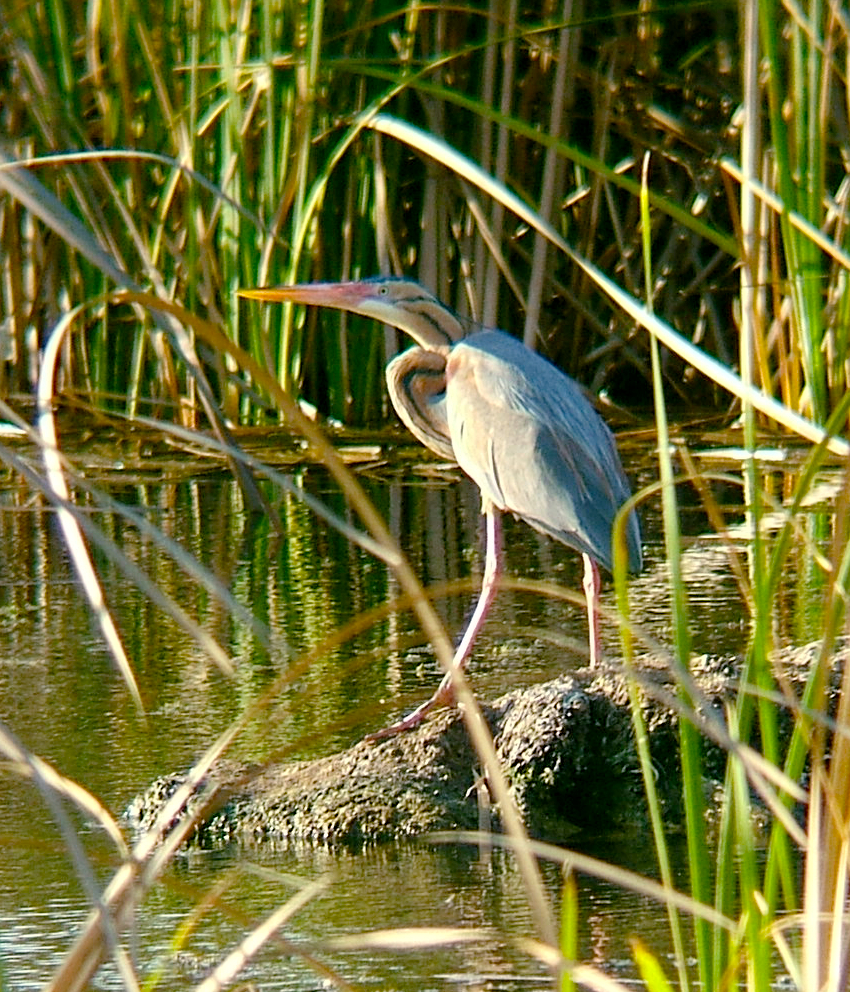
Héron pourpré à l'oued Massa.

Le site, situé sur une importante voie de migration des oiseaux, abrite la dernière population viable d'Ibis chauve au monde, des flamants, des cigognes, des grues (Gruidae) et des balbuzards.
Parmi les espèces nicheuses, on peut citer l'Outarde houbara, la tchagra à tête noire (Tchagra senegala), une grande variété d'alouettes, le rougequeue de Moussier etc. Sur les falaises nichent le cormoran huppé, la sous-espèce marocaine du grand cormoran, le faucon lanier, faucon pèlerin, etc.
De nombreux oiseaux migrateurs utilisent les embouchures des oueds : oued Souss et oued Massa comme étape dans leur migration ou comme site d'hivernage. Elles sont aussi des sites importants pour la reproduction de certaines espèces. Particulièrement, il y existe une petite population nicheuse de sarcelle marbrée, la seule population nicheuse d'ibis falcinelle connue au Maroc et aussi le héron pourpré.
Deux réserves animalières ont été aménagées dans le parc pour l’acclimatation de quatre antilopes sahariennes (Gazelle dama mhorr, Gazelle dorcas, Addax et Oryx algazelle) et de l’autruche d'Afrique (Struthio camelus), en vue de leur réintroduction dans leurs biotopes d’origine, dans le grand Sud marocain.

## Histoire
Les embouchures des oueds Souss et Massa des zones humides sont inscrites sur la liste Ramsar (Convention sur les Zones Humides) depuis janvier 2005.

## Missions

### Conservation
Les embouchures des oueds Souss et Massa sont des sites Ramsar.
Le parc constitue la zone cœur de la réserve de biosphère de l'arganeraie, reconnue par l'UNESCO en 1998.
BirdLife International a classé l'aire comme zone importante pour la conservation des oiseaux numéro MA038 .
L'aire se trouve entre deux écorégions définies par WWF : steppes et forêts nord-sahariens (PA1321)  et forêt sèche méditerranéenne d'acacias et arganiers (PA1212) .

### Ecodéveloppement

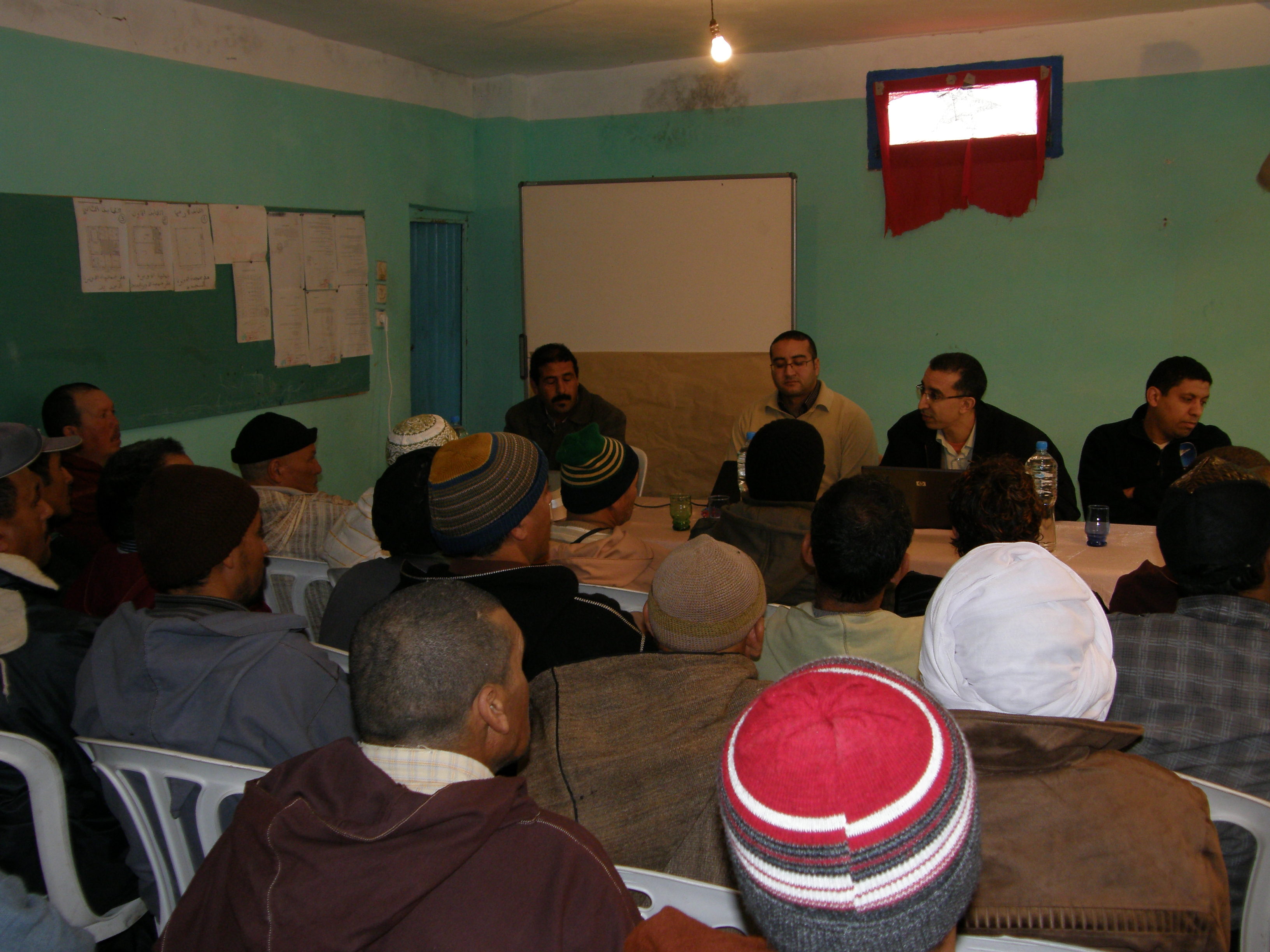
Formation des pêcheurs dans le domaine de la création et fonctionnement d'une coopérative, dans le cadre d'un projet financé par l'AECID en partenariat entre le parc national et SEO/BirdLife.

Le parc contribue, au travers de projets cofinancés par des partenaires, au développement économique durable des populations locales. Notamment, des projets d'apiculture, pêche artisanale, artisanat féminin, ramassage de moules et écotourisme.

### Écotourisme et organisation des visites
Le parc national de Souss Massa constitue une grande opportunité pour le développement de l’écotourisme dans la région d’Agadir.
Un circuit de découverte de la faune saharienne est prévu dans les réserves animalières et un circuit d’observation des oiseaux sur l’Oued Massa, avec l'intervention de guides locaux, offrant la possibilité de faire aussi des promenades à dos d'âne.
Depuis 2007, le parc est ouvert au public.
La visite se fait à pieds sur un circuit pédestre et également en véhicule tout terrain 4x4 sur les autres parties du parc. L'accompagnement se fait par des guides des espaces naturels du parc, spécialistes de la faune et de la flore du PNSM.

### Éducation à l'environnement
Le parc joue un rôle important dans la formation des écoliers de la région d'Agadir. Environ 1 500 élèves visitent chaque année le parc national. On y réalise des publications adaptées au public scolaire et des visites encadrées. La sensibilisation se réalise aussi envers des collectivités, associations, etc.